# Festubert
Festubert és un municipi francès situat al departament del Pas de Calais i a la regió dels Alts de França. L'any 2007 tenia 1.238 habitants.

## Demografia

### Població
El 2007 la població de fet de Festubert era de 1.238 persones. Hi havia 424 famílies de les quals 68 eren unipersonals (16 homes vivint sols i 52 dones vivint soles), 120 parelles sense fills, 212 parelles amb fills i 24 famílies monoparentals amb fills.
La població ha evolucionat segons el següent gràfic:
Habitants censats

### Habitatges
El 2007 hi havia 446 habitatges, 430 eren l'habitatge principal de la família, 4 eren segones residències i 11 estaven desocupats. 440 eren cases i 6 eren apartaments. Dels 430 habitatges principals, 353 estaven ocupats pels seus propietaris, 71 estaven llogats i ocupats pels llogaters i 6 estaven cedits a títol gratuït; 11 tenien dues cambres, 35 en tenien tres, 85 en tenien quatre i 300 en tenien cinc o més. 376 habitatges disposaven pel capbaix d'una plaça de pàrquing. A 170 habitatges hi havia un automòbil i a 220 n'hi havia dos o més.

### Piràmide de població
La piràmide de població per edats i sexe el 2009 era:

## Economia
El 2007 la població en edat de treballar era de 812 persones, 575 eren actives i 237 eren inactives. De les 575 persones actives 525 estaven ocupades (287 homes i 238 dones) i 50 estaven aturades (24 homes i 26 dones). De les 237 persones inactives 51 estaven jubilades, 114 estaven estudiant i 72 estaven classificades com a «altres inactius».

### Ingressos
El 2009 a Festubert hi havia 456 unitats fiscals que integraven 1.295,5 persones, la mediana anual d'ingressos fiscals per persona era de 20.046 €.

### Activitats econòmiques
Dels 33 establiments que hi havia el 2007, 2 eren d'empreses alimentàries, 1 d'una empresa de fabricació de material elèctric, 1 d'una empresa de fabricació d'altres productes industrials, 6 d'empreses de construcció, 8 d'empreses de comerç i reparació d'automòbils, 2 d'empreses d'hostatgeria i restauració, 1 d'una empresa financera, 6 d'empreses de serveis, 2 d'entitats de l'administració pública i 4 d'empreses classificades com a «altres activitats de serveis».
Dels 8 establiments de servei als particulars que hi havia el 2009, 1 era un establiment de lloguer de cotxes, 2 fusteries, 3 lampisteries, 1 perruqueria i 1 restaurant.
Dels 6 establiments comercials que hi havia el 2009, 2 eren fleques, 1 una fleca, 1 una llibreria, 1 una sabateria i 1 una joieria.
L'any 2000 a Festubert hi havia 15 explotacions agrícoles que ocupaven un total de 260 hectàrees.

## Equipaments sanitaris i escolars
El 2009 hi havia una escola elemental.

## Poblacions més properes
El següent diagrama mostra les poblacions més properes.